# Prix Goncourt/Debütroman

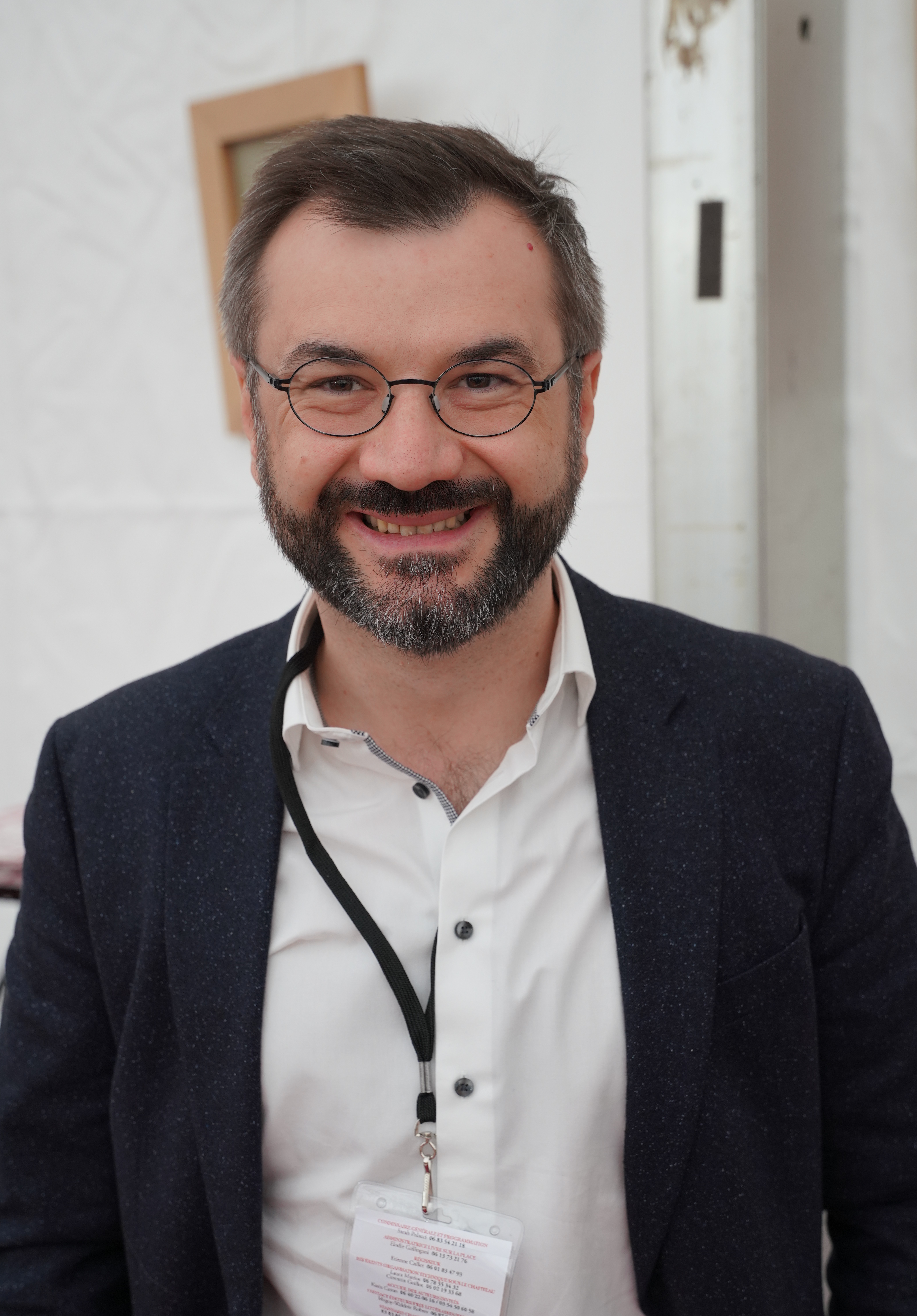
Preisträger 2022: Étienne Kern für Les envolés

Der Prix Goncourt für den besten französischsprachigen Debütroman des Jahres (französisch Prix Goncourt du Premier Roman) wird seit 1991 verliehen. Die Auszeichnung wird alljährlich Anfang Mai unter vier nominierten Werken vergeben.

## Preisträger
Am häufigsten wurden Werke aus dem Verlag Gallimard (14 Siege) prämiert.
| Jahr | Preisträger/-in        | Roman                            | Deutscher Titel                            |
| ---- | ---------------------- | -------------------------------- | ------------------------------------------ |
| 1991 | Armande Gobry-Valle    | Iblis ou la défroque du serpent  |                                            |
| 1992 | Nita Rousseau          | Les Iris bleus                   |                                            |
| 1993 | Bernard Chambaz        | L’arbre de vies                  |                                            |
| 1994 | Bernard Lamarche-Vadel | Vétérinaires                     |                                            |
| 1995 | Florence Seyvos        | Les apparitions                  | Erscheinungen                              |
| 1996 | Yann Moix              | Jubilations vers le ciel         |                                            |
| 1997 | Jean-Christophe Rufin  | L’Abyssin                        | Der Abessinier                             |
| 1998 | Shan Sa                | Porte de la Paix céleste         | Himmelstänzerin                            |
| 1999 | Nicolas Michel         | Un revenant                      |                                            |
| 2000 | Benjamin Berton        | Sauvageons                       | Wildlinge                                  |
| 2001 | Salim Bachi            | Le chien d’Ulysse                | Der Hund des Odysseus                      |
| 2002 | Soazig Aaron           | Le non de Klara                  | Klaras Nein                                |
| 2003 | Claire Delannoy        | La guerre, l’Amérique            |                                            |
| 2004 | Françoise Dorner       | La fille du rang derrière        | Die Frau in der hinteren Reihe             |
| 2005 | Alain Jaubert          | Val Paradis                      |                                            |
| 2006 | Hédi Kaddour           | Waltenberg                       | Waltenberg                                 |
| 2007 | Frédéric Brun          | Perla                            | Perla                                      |
| 2008 | Jakuta Alikavazovic    | Corps volatils                   |                                            |
| 2009 | Jean-Baptiste Del Amo  | Une éducation libertine          | Die Erziehung                              |
| 2010 | Laurent Binet          | HHhH                             | HHhH                                       |
| 2011 | Michel Rostain         | Le fils                          | Als ich meine Eltern verließ               |
| 2012 | François Garde         | Ce qu’il advint du sauvage blanc | Was mit dem weißen Wilden geschah          |
| 2013 | Alexandre Postel       | Un homme effacé                  |                                            |
| 2014 | Frédéric Verger        | Arden                            |                                            |
| 2015 | Kamel Daoud            | Meursault, contre enquête        | Der Fall Meursault – eine Gegendarstellung |
| 2016 | Joseph Andras Anm      | De nos frères blessés            | Die Wunden unserer Brüder                  |
| 2017 | Maryam Madjidi         | Marx et la poupée                | Du springst, ich falle                     |
| 2018 | Mahir Guven            | Grand frère                      | Zwei Brüder                                |
| 2019 | Marie Gauthier         | Court Vêtue                      |                                            |
| 2020 | Maylis Besserie        | Le tiers temps                   |                                            |
| 2021 | Emilienne Malfatto     | Que sur toi se lamente le Tigre  | Möge der Tigris um dich weinen             |
| 2022 | Étienne Kern           | Les envolés                      | Die Entflogenen                            |
| 2023 | Pauline Peyrade        | L’âge de détruire                |                                            |